# السلمان
السلمان مدينة عراقية ومركز قضاء في محافظة المثنى تقع جنوب العراق، مساحتها 180.26 هكتاراً، وعدد سكانها 3435 في سنة 2020، وحولها صحراء منطقة البادية الجنوبية للعراق، ويقع قربها سجن نقرة السلمان.

## سكانها
لم تحدث زيادة سكان ملحوظة في مدينة السلمان، ولا توسعة لشوارعها. وهي أشبه بالقرية.
| السنة | العدد |
| 1987  | 2060  |
| 1997  | 2033  |
| 2007  | 2808  |
| 2020  | 3435  |

| السنة | السكان | المساحة |
| 1987  | 13167  |         |
| 1997  | 9251   | 22396   |
| 2018  | 10631  | 46928   |

## في التاريخ
قال عبد الجبار الراوي في كتابه (البادية) "نقرة السلمان: والسلمان ماء قديم جاهلي وبه قبر نوفل بن عبد مناف وهو طريق إلى تهامة مِن العراق في الجاهلية". وقال أبو الربيع الكلاعي في كتابه (كتاب الاكتفاء بما تضمنه من مغازي رسول الله والثلاثة الخلفاء) "وخرج نوفل بن عبد مناف، وكان أصغر ولد أبيه إلى العراق، فأخذ عهدا من كسرى لتجار قريش، ثم أقبل يأخذ الإيلاف ممن مر به من العرب حتى قدم مكة، ثم رجع إلى العراق فمات بسلمان من ناحية العراق"، وقال عبد الملك بن هشام في كتابه السيرة النبوية لابن هشام "وَكَانَ اسْمُ عَبْدِ مَنَافٍ: الْمُغِيرَةَ، وَكَانَ أَوّلُ بنى عبد مناف هُلكاً: هاشمَ، بغزّة مِنْ أَرْضِ الشّامِ، ثُمّ عَبْدَ شَمْسٍ بِمَكّةَ، ثُمّ الْمُطّلِبَ بِرَدْمَانَ مِنْ أَرْضِ الْيَمَنِ، ثُمّ نَوْفَلًا بِسَلْمَانَ مِنْ نَاحِيَةِ الْعِرَاقِ.